# Hur julen kom till jorden
Hur julen kom till jorden (isländska: Jól á leið til jarðar, estniska: Jõulukalender) är en isländsk-estnisk dockanimerad julkalender som visades 1994 i isländska RÚV. Serien producerades 1994 av isländska Siggi Anima Stuudio i samarbete med estniska Nukufilm och regisserades av Sigurður Örn Brynjólfsson efter ett manus av Friðrik Erlingsson. 
Serien visades 1-24 december 1997 i SVT.

## Handling
Peter, den himmelske Fadern och ärkeängeln Mikael har mycket att göra för att se till att julen kommer till jorden i tid. Som har varit fallet i 2000 år måste ärkeängeln Mikael föra den till jorden i en rikt dekorerad låda. Det finns också babyänglarna Bu och Bä, som knappt kan flyga ännu och inte har en gloria, men som redan gör mycket bus och alltid är på jakt efter godis.

## Rollista
- Sigurður Sigurjónsson
- Þórhallur Sigurðsson
- Örn Árnason